# 赤荻露牛
赤荻 露牛（あかおぎ ろぎゅう、生没年不詳）は、江戸時代中期の俳人。別号に花麦。江戸の人物。はじめ深川湖十、のちに内藤露沾に学んだ。